# Ostasze (Zimnochy-Susły)
Ostasze – przysiółek część wsi Zimnochy-Susły w Polsce położony w województwie podlaskim, w powiecie białostockim, w gminie Suraż.
W latach 1975–1998 miejscowość administracyjnie należała do województwa białostockiego.